# Linspire
Linspire, anteriormente conocida como LindowsOS, es un sistema operativo comercial basado en Debian GNU/Linux y Ubuntu y actualmente es propiedad de PC/OpenSystems LLC. De 2001 a 2008, fue propiedad de Linspire. Inc. y de 2008 a 2017 de Xandros.
El 1 de julio de 2008, los accionistas de Linspire decidieron cambiar el nombre de la compañía a Digital Cornerstone, y todos los activos fueron adquiridos por Xandros.
El 8 de agosto de 2008, Andreas Typaldos, CEO de Xandros, anunció que Linspire sería descontinuado a favor de Xandros; Freespire cambiaría su código base de Ubuntu a Debian; y la marca Linspire dejaría de existir.
El 2 de enero de 2018, se anunció que PC/OpenSystems LLC había comprado Linspire y Freespire de Xandros, y que Linspire 7 estaba disponible por $79.99, mientras que Freespire 3 sería gratuito.
Su sistema de gestión de paquetes de software, CNR: Click-N-Run, permite a los usuarios, instalar programas con sólo un clic de su ratón; antes era de pago, en una versión de suscripción, pero al parecer, después de negociar con Canonical (empresa que representa legalmente al S.O. Ubuntu linux), liberó este servicio.

## Historia
Con sede en San Diego, California, Lindows, Inc. fue fundada en agosto de 2001 por Michael Robertson con el objetivo de desarrollar un sistema operativo basado en Linux capaz de ejecutar las principales aplicaciones de Microsoft Windows. Basó su compatibilidad con Windows en la API de Wine. Más tarde, la compañía abandonó este enfoque en favor de intentar hacer que las aplicaciones Linux sean fáciles de descargar, instalar y usar. Para ello, se desarrolló un programa llamado "CNR": basado en el Advanced Packaging Tool de Debian, que proporciona una interfaz gráfica de usuario fácil de usar y un sistema de paquetes ligeramente modificado por una tarifa anual. La primera versión pública de Lindows fue la versión 1.0, publicada a finales de 2001.
En 2002, Microsoft demandó a Lindows, Inc. reclamando que el nombre Lindows constituía una infracción de su marca registrada de Windows. Las acusaciones de Microsoft fueron rechazadas por el tribunal, que afirmó que Microsoft había utilizado el término windows para describir las interfaces gráficas de usuario antes de que el producto Windows se lanzara al mercado, y que la utilización de ventanas ya había sido implementada por Xerox y Apple Computer muchos años antes. Microsoft solicitó un nuevo juicio y, después de que éste se aplazó en febrero de 2004, ofreció resolver el caso. Como parte del acuerdo de licencia, Microsoft pagó aproximadamente $20 millones y Lindows, Inc. transfirió la marca registrada de Lindows a Microsoft y cambió su nombre por el de Linspire, Inc.
El 15 de junio de 2005, Michael Robertson renunció como CEO de Linspire, Inc. Él continuó como presidente y fue reemplazado como CEO por Kevin Carmony Carmony renunció a Linspire el 31 de julio de 2007.
Linspire se convirtió en miembro de Interop Vendor Alliance, fundada en 2006.
El 8 de febrero de 2007, Linspire, Inc. y Canonical Ltd, el principal patrocinador y desarrollador del sistema operativo Ubuntu, anunciaron planes para una nueva alianza tecnológica, con el objetivo de que Linspire "empiece a basar...[sus] ofertas de Linux de escritorio en Ubuntu".
El 13 de junio de 2007, Linspire y Microsoft anunciaron un acuerdo de colaboración en materia de interoperabilidad centrado en la compatibilidad de formatos de documentos, mensajería instantánea, medios digitales, búsqueda web y acuerdos de patentes para los clientes de Linspire. Este acuerdo ha sido criticado, sobre todo por el sitio web de Groklaw, por ser poco duradero y limitado, y en contra del espíritu de la Licencia Pública General GNU. Kevin Carmony, en una de las cartas regulares de Linspire, afirmó que el acuerdo" traería aún más opciones a los usuarios de escritorio Linux y ofrecería una "mejor" experiencia Linux."
Linspire lanza sus nombres de código de productos basado en peces que se encuentran cerca de su sede central: Linspire/LindowsOS 4.5 se llamaba código Coho; Linspire Five-0 (5.0 y 5.1) y Freespire 1.0, Marlín; y Freespire 2.0 y Linspire 6.0, Skipjack.

## Freespire
En agosto de 2005, Andrew Betts lanzó Freespire, un Live CD basado en Linspire. Algunos usuarios confundieron esto con un producto de Linspire, Inc. Linspire, Inc. que ofrecía a los usuarios un "Linspire gratuito" (precio de compra descontado a $0) usando el código de cupón "Freespire" hasta el 9 de septiembre de 2005. El 24 de abril de 2006, Linspire anunció su propio proyecto llamado "Freespire". Esto siguió el modelo de versiones orientadas a la comunidad de Red Hat y Novell en forma de Fedora y openSUSE. Freespire era un proyecto impulsado y apoyado por la comunidad vinculado a la distribución comercial de Linspire, e incluía elementos previamente propietarios de Linspire, como el CNR Client, mientras que otros elementos, que Linspire, Inc. licencia pero no posee, como las bibliotecas de compatibilidad de audio de Windows Media, siguen siendo fuentes cerradas. En consecuencia, hay dos versiones de Freespire, una con las librerías de código cerrado y otra, llamada Freespire OSS Edition, que incluye sólo componentes de código abierto. Freespire 1.0 fue liberado el 7 de agosto de 2006, tres semanas antes de lo previsto.23] Se sabe ahora que Freespire cambiará su base de códigos de Ubuntu a Debian en futuras versiones.24] El 10 de julio de 2007, Linspire publicó Linspire 6.0, basado en Freespire 2.0. El lanzamiento final de Freespire fue de 2.0.8, publicado el 30 de noviembre de 2007. Esto se basó en Ubuntu 7.04, que recibió apoyo durante 18 meses y llegó al final de su vida útil el 19 de octubre de 2008. Por lo tanto, en este momento, Freespire no recibe ninguna actualización de seguridad desde el upstream. La distribución ahora es considerada "Discontinuada" por DistroWatch.

## Críticas
Linspire ha atraído algunas críticas de la comunidad del software libre. Esto por incluir software propietario, el fundador de GNU Richard Stallman comentó: "Ninguna otra distribución de GNU/Linux ha retrocedido tan lejos de la libertad. Cambiar de MS Windows a Linspire no te da libertad, sólo te da un amo diferente." Además, tras el anuncio inicial de Freespire, Pamela Jones del sitio web de Groklaw publicó un artículo titulado "Freespire: A Linux Distro for when you couldn't care less about Freedom;" que fue altamente crítico con Linspire, Inc, y el proyecto Freespire, por incluir componentes de código cerrado y anunciarlos como un punto favorable - una acción que ella calificó como ignorar los valores de la comunidad de software libre y de código abierto (FOSS) en una distribución "impulsada por la comunidad", afirmando que "el software libre no se trata de controladores propietarios" y que "los códecs, controladores y aplicaciones propietarios no son de código abierto (Open Source) de ninguna manera". En respuesta, el director ejecutivo de Linspire, Kevin Carmony declaró a través de un periodista del sitio web de Linspire que en diez años de mantenerse firme, la comunidad de FOSS ha hecho relativamente pocas ganancias, que muchos usuarios ya están usando software propietario y, aunque algunos aguantan más, la mayoría preferiría tener algo que funcione en lugar de nada. También afirmó que la compañía creía en el software de código abierto, pero también en la libertad de los individuos para elegir el software que quieran.